# Рак, Анастасия Трофимовна
Рак Анастасия Трофимовна (Дегтярь) (27 ноября 1922, Васильки, Полтавская губерния — 15 января 2014, Киев) — украинская народная художница, известная работами в стиле примитивизма и живописью на стекле. Член Национального союза художников народного искусства Украины.

## Биография
Родилась 27 ноября 1922 года в селе Васильки (ныне в Лохвицком районе Полтавской области) в семье относительно богатых крестьян.
Перед войной поступила в Лубенский педагогический институт.
В 1942 году отправлена на принудительные работы в Германию, где работала на часовой фабрике в городе Карлсруэ.
После войны вернулась в Васильки, окончила педагогическое училище в Лохвице, работала учителем в селе Исковцы, где в 1947 году встретила военного Василия, на котором женилась. Семья переехала на Дальний Восток.
В 1960-х годах вернулась в Украину и поселилась в городе Кривой Рог, где проработала 20 лет воспитателем в детском саду. Вырастила троих детей.
В последние годы жила в Киеве вместе с сыном Владимиром, художником-реставратором, сотрудником Музея Ивана Гончара.
Умерла 15 января 2014 года в Киеве.

## Творческая деятельность
Рисовать начала до Великой Отечественной войны, продолжила в Германии, куда её забрали на работы. Её картины заметили и они даже приносили деньги.
Дети художницы организовали её первую выставку, когда ей было 68 лет. На Дне украинской культуры в Париже работы художницы были выставлены в Музее человека, выставка была продлена на 8 месяцев, Анастасию пригласили провести мастер-класс. С 2000 года начала активно творить, повторила по памяти свои ранние работы, перешла от нежных цветов к более интенсивным тонам. Её живопись на стекле характеризуется простотой и глубиной изображаемого.
Картины хранятся в Государственном музее украинского народного искусства, Народном музее народной архитектуры и быта, музее Ивана Гончара, Государственном музее Т. Г. Шевченко, Государственном музее литературы, Запорожском художественном музее, в Музее человека в Париже.

### Выставки
В 2010 году состоялась выставка в Одесском музее западного и восточного искусства.
В 2012 году Музей Ивана Гончара организовал выставку, посвящённую 90-летию художницы.

## Награды
- Заслуженный мастер народного творчества Украины (2 марта 2007)[1];
- Премия имени Екатерины Белокур (2007).

## Память
- Анастасии Рак посвящено издание Музея человека 1999 года;
- 26 июля 2024 улица Юрия Смирнова в Кривом Роге переименована в улицу Анастасии Рак[2].